# McGregor (Iowa)
McGregor – miasto w Stanach Zjednoczonych, w stanie Iowa, w hrabstwie Clayton. W 2000 liczyło 871 mieszkańców.